# Eurhadina quarta
Eurhadina quarta är en insektsart som beskrevs av Irena Dworakowska 2002. Eurhadina quarta ingår i släktet Eurhadina och familjen dvärgstritar.
Artens utbredningsområde är Thailand. Inga underarter finns listade i Catalogue of Life.